# Zhao Jianhua
Zhao Jianhua (en chino: 赵剑华; Nantong, 21 de abril de 1965) es un deportista chino que compitió en bádminton, en la modalidad individual.
Ganó dos medallas en el Campeonato Mundial de Bádminton, oro en 1991 y bronce en 1987. Participó en los Juegos Olímpicos de Barcelona 1992, ocupando el quinto lugar en la prueba individual.

## Palmarés internacional
| Campeonato Mundial | Campeonato Mundial     | Campeonato Mundial | Campeonato Mundial |
| Año                | Lugar                  | Medalla            | Prueba             |
| ------------------ | ---------------------- | ------------------ | ------------------ |
| 1987               | Pekín (China)          | Medalla de bronce  | Individual         |
| 1991               | Copenhague (Dinamarca) | Medalla de oro     | Individual         |